# خشک قول
خشک قول (به لاتین: Khoshk Qowl) یک منطقهٔ مسکونی در افغانستان است که در ولایت بامیان واقع شده‌است.